# Supplex libellus Valachorum Transsilvaniae

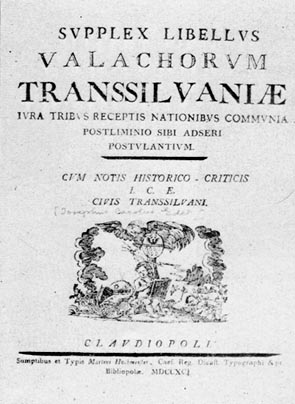
Az 1791-es kolozsvári kiadás címlapja

A latin címén Supplex libellus Valachorum Transsilvaniae (magyarul: „Az erdélyi oláhok kérelme”) két 18. századi folyamodvány címe, melyekkel az erdélyi románok II. Lipót császárhoz fordultak. Az első változatot 1791 márciusában Ignaţiu Darabant (Darabant Ignác) nagyváradi görögkatolikus püspök, a másodikat 1792. március 30-án Ioan Bob (Babb vagy Bobb János) balázsfalvi görögkatolikus püspök és Gherasim Adamovici (Adamovics) erdélyi ortodox püspök nyújtotta be. A beadvány, amely egyes szerzők szerint a francia forradalom eszméin alapul, a többi erdélyi nemzettel egyenlő jogokat kért a románok számára.

## Előzményei
A középkori erdélyi rendiségben három politikai nemzet: a magyar, a szász és a székely alakult ki. A román vezető réteg nem alkotott különálló kiváltságos rendet, hanem a vármegyei („magyar”) nemesség részét képezte. A 17. században I. Lipót uralkodása alatt a jezsuiták közvetítésével tárgyalások kezdődtek Teofil erdélyi vladika és a kormányzat között, amelyek célja az volt, hogy az erdélyi görög egyház ismerje el a római pápa fennhatóságát. Csökkenteni kívánva a három protestáns felekezet (evangélikusok, reformátusok, unitáriusok) súlyát Erdélyben, a kormányzat a római katolikusokéval azonos vallásgyakorlási jogokat helyezett kilátásba a Rómával egyesült (unitus) egyház híveinek. 1698. október 7-én a román papság kinyilvánította a Rómához való csatlakozási szándékát, 1699 elején pedig I. Lipót oklevelet bocsátott ki, amelyben az unitusoknak a római katolikusokéval azonos jogokat biztosított, ugyanezt 1701. március 19-én a második Diploma Leopoldinumnak nevezett dekrétumban részletesen szabályozta. Az egyházi unió annak ellenére jelentős változásokat hozott Erdély társadalmi viszonyaiban, hogy a románok egy része aktívan ellenezte, és a császári ígéretek egy része nem került át a gyakorlatba.
A Rákóczi-szabadságharcot követően nagy számú román bevándorló érkezett a még rosszabb gazdasági helyzetben levő Havasalföldről és Moldvából, ezzel párhuzamosan a magyar lakosság Magyarországra, az Alföld keleti részére vándorolt, ami jelentősen megváltoztatta Erdély nemzetiségi összetételét. Az unitus egyház nagy összegű állami támogatásban részesült, és számos román diák tanult a kolozsvári jezsuita kollégiumban, a Nagyszombati Egyetemen, az 1730-as évektől pedig a római Collegium de propaganda fidében. Kialakult egy olyan román értelmiségi réteg, amely a nyugati kultúrával megismerkedve, a románság római gyökereit kezdte hangsúlyozni, és társadalmi pozíciót tudott magának kivívni.
A román nemzeti politikai mozgalom kezdete Erdélyben Inocențiu Micu-Klein (Klein Ince) püspök nevéhez fűződik. Az 1729-ben kinevezett püspöknek az 1701-es Lipót-féle dekrétum érvényesítéséért küzdve 1732-ben sikerült elérnie, hogy III. Károly bizottságot nevezzen ki panaszainak megvizsgálására. 1729 és 1744 között Micu-Klein legalább huszonnégy beadványt írt az udvarnak; 1732-től az országgyűlés tagjaként nemcsak az unitus egyház, hanem az erdélyi román nép képviselőjeként is felszólalt. Érvei között megjelent a dák–római folytonosság elmélete, illetve a románság számarányára való hivatkozás is. 1744-ben az országgyűlés elfogadta a VI. törvénycikkelyt, amely az ortodox románokat ahhoz a nemzethez tartozónak rendeli, amelynek területén laknak illetve birtokuk van, de a Lipót-féle kiváltságokat csak az unitusok számára biztosította, ezért a püspök ismét panaszt tett az udvarnál. Micu-Klein ezen túlmenően zsinatot hívott össze, amelyen köznépi rendűek és ortodoxok is megjelentek, így a gyűlés nem annyira egyházi, mint inkább nemzeti jelleget öltött. Bécsben vizsgálatot rendeltek el a püspök ellen, aki azonban Rómába menekült, és élete végéig nem tért vissza, de a távolból is próbálta irányítani egyházát. Noha Inocențiu Micu-Klein mozgalma nem járt közvetlen sikerrel, nagy hatást gyakorolt a következő nemzedék román írástudóira, akik aztán a Supplex libellus Valachorum elindítói lettek. A 18. század végére számottevő politikai erőt jelentett továbbá az 1764-ben felállított két román határőrezred tisztikara is.
II. József türelmi rendelete (1781), illetve az erdélyi nemzetek területi autonómiájának eltörlése kedvezően hatottak a románság (különösen az addig hátrányban volt ortodox felekezetűek) felemelkedésére. I. Tóth Zoltán szerint „Korszakalkotó államátalakító tevékenysége rendkívüli hatást tett a fejlődőben levő román értelmiségi rétegre és minden addigi lépésnél nagyobbat lendített a román nacionalizmus kialakulási folyamatán.” 1789-ben – talán korábban is – az erdélyi román értelmiség titkos szervezkedésbe kezdett a román nemzetiség érdekében; a mozgalom központi alakja Ioan Para naszódi vikárius (korábban a II. román határőrezred tábori káplánja) volt. 1790-ben a román papok, kormányhivatalnokok és katonatisztek több beadványt terjesztettek az uralkodó elé, amelyben diétai képviseletet kértek a románok számára, illetve nemzeti kongresszus megtartását javasolták.

## Szerzői és kiadásai
A Supplex libellus Valachorum többszerzős irat, amely Nagyváradon, Ignaţiu Darabant püspök környezetében valamint Bécsben, az udvari kancellárián készült. Az aláírása „Clerus, Nobilitas, Militaris, Civicusque Status Universae Nationis in Transylvania Valachicae” (a teljes erdélyi oláh nemzet papsága, nemessége, katonai és polgári rendje). Elsődleges szerzőnek Iosif Meheşit (Méhesi József) tartják amellett, hogy a történeti érvanyag az erdélyi iskola tagjainak, közelebbről Samuel Micu Kleinnak (Klein Sámuel) a munkáiból származik. A többi szerző kiléte vitatott; feltételezik Ioan Para (Para János), Ioan Piuariu-Molnar (Molnár János), Petru Pavel Aron (Papp Áron), Petru Maior (Major Péter), Ioan Budai-Deleanu és Ioan Cosma (Kozma János) közreműködését is.
Az 1971-ben kiadott első magyar fordítás jegyzetanyaga szerint az eredeti példány nem került elő a bécsi illetve a budapesti levéltárakból. Egy-egy kéziratos másolat található a nagyváradi Görögkatolikus Püspökség könyvtárában, illetve a Magyar Országos Levéltárban. 1791-ben  Eder József Károly gondozásában és kritikai észrevételeivel a kolozsvári Hochmeister-féle nyomda jelentette meg, ugyanebben az évben Ioan Piuariu-Molnar is kiadta fiktív iași-i impresszummal, Representatio et Humillimae Preces címen.

## Tartalma
A folyamodvány arra épül, hogy a román nemzet korábban rendelkezett a kért jogokkal, amelyektől nem törvény, „csupán azon idők mostoha sorsa” fosztotta meg. A bevezetés leírja a dák–római folytonosság elméletét, és hangsúlyozza, hogy a tartomány Anonymus által vlahoknak nevezett őslakosai saját jószántukból választották meg uruknak Tuhutum magyar vezért. A magyar történeti forrásokra hivatkozva vezeti le, hogy 1437-ben Erdély magyar és oláh lakosai azonos mentességekkel és azonos jogokkal rendelkeztek, és hogy az oláh nemzet tagjai számos méltóságot töltöttek be a Magyar Királyságban (Hunyadi János, Hunyadi Mátyás, Géczy János, Jósika István, Oláh Miklós, Kendeffy grófok, Jósika és Naláczy bárók). Az oláh nemzet csak a 17. században vesztette el jogait, amikor is a magyarok, székelyek és szászok megújították az 1437-ben megkötött uniót, és az egyezséget rögzítették az Approbatae Constitutiones-be. Ekkor kerültek be a jogszabályokba az oláhok nemzetét és vallását hátrányosan érintő kitételek is.
A történeti és jogi érvelés alapján a oláh nemzet a következőket kérte az uralkodótól:
- Az oláhokra vonatkoztatott „megtűrtek, bebocsájtottak, a Rendek közé nem számítottak” (tolerati, admissi inter Status, non recepti) kifejezések eltörlése.
- Az országlakos oláh nemzetnek a kolozsmonostori konvent 1437-es hiteles levele szerinti jogok visszaadása.
- A román ortodox egyház papsága, az oláh nemesség és köznép ugyanabban az elbánásban részesüljön, mint a többi bevett felekezet papjai, illetve a másik három nemzet nemesei és köznépe.
- A nemzet létszámával arányos képviselet a köztisztviselők és országgyűlési képviselők között.
- A közigazgatási egységeknél az ott többségben levő nemzet elnevezésének, vagy kettős elnevezésnek a használata.
- „Állapot és rend” szerint azonos jogok biztosítása, a nemzetre való tekintet nélkül.[14]

Az indoklás utal a természeti igazságra és a polgári társadalom alaptörvényeire, valamint az oláh nemzet számbeli túlsúlyára. Befejezésül a folyamodvány kéri az uralkodót, hogy amennyiben az éppen ülésező országgyűlés nem hagyná jóvá kéréseiket, tarthassanak nemzetgyűlést a két román püspök vezetésével.

## Fogadtatása
II. Lipót nagyon fontosnak tartotta a kéréseket, de Teleki Sámuel kancellár és Kaunitz kancellár véleményét követve az elutasítást az országgyűlés hatáskörébe utalta azzal, hogy vizsgálják meg a kérdést, zsinórmértékül az – Inocențiu Micu-Klein püspök által annak idején sérelmesnek tartott – 1744. évi VI. törvénycikket használva. A beadványt és a hozzá kapcsolódó királyi leiratot Christian Rall tábornok, Erdély katonai főparancsnoka olvasta fel az országgyűlés 1791. június 20-i kolozsvári ülésén; a rendek a leiratot megilletődve hallgatták. A felolvasás közben tűz ütött ki a városban, ezért félreverték a harangokat. Amikor az országgyűlési követek az ablakhoz akartak rohanni, id. Wesselényi Miklós azzal tartotta vissza őket, hogy előbb el kell oltani a bent rakott tüzet.
A rendek három alkalommal, június 21-én, július 30-án és augusztus 5-én tárgyaltak a folyamodványról. Vele együtt került napirendre Bob püspök kérvénye, amelyben a görögkatolikus vallás és a román nép felvételét kéri a rendek közé, illetve egy július 21-én a román nemzet nevében beadott harmadik kérvény a románok hivatalviselését illetően.
A tárgyalások során nem annyira a Supplex libellus Valachorumban foglalt közjogi koncepciót és érvelést vitatták meg, hanem a királyi leiratban foglalt kérdéseket, és ezekre válaszul a következőket állapították meg:
- A vármegyékben és a székely székekben a nemesek, szabadosok és jobbágyok jogait és kötelességeit nem a nemzetiség, hanem a rendi hovatartozás határozza meg, ezért nincs lehetőség többletjogokat biztosítani a románok számára. A Királyföldet illetően a szászoknak az Andreanumban megszabott privilégiumai sérülnének a románok többletjogai által; ennek megvitatását a szászok kérésére elhalasztották.
- A görögkatolikusok szabad vallásgyakorlata 1744 óta biztosított, az ortodoxokról külön törvényjavaslat fog készülni.[21]
- Mivel minden erdélyi felekezet eltartja a saját papságát, a két román felekezettel kapcsolatban is ugyanígy kell eljárni.
- A román nép műveletlenségének fő oka a saját papjaik elmaradottsága, ennek megváltoztatására az egyházi bizottság javaslatot készít a következő országgyűlésre.

A román értelmiség csalódottan vette tudomásul a folyamodvány sikertelenségét. 1791 végén Adamovici és Bob püspökök Bécsbe indultak, hogy fellépjenek az országgyűlés határozata ellen, de II. Lipót csak mint magánembereknek engedélyezte utazásukat. 1792. március 30-án beadtak egy újabb iratot, amelyet II. Supplex libellus Valachorumnak is neveznek, amelyben megismételték az eredeti Supplexben foglaltakat, és cáfolni próbálták az országgyűlési felterjesztést. Az időközben elhunyt II. Lipótot a trónon követő I. Ferenc megrótta a püspököket a rendekkel szemben tanúsított tiszteletlenségük miatt, és hazaküldte őket; ugyanakkor kinyilvánította a román nép iránti szeretetét, és leiratot küldött a Guberniumnak, azzal az intéssel, hogy tartózkodjanak a román nép megsértésétől.